# 卡羅 (密歇根州)
卡羅（英語：Caro）是一個位於美國密歇根州土斯科拉縣的城市。根據2010年美國人口普查，該地共人口4229人，而該地的面積約為7.45平方千米。同時該地也是土斯科拉縣的縣治。

## 地理
卡羅的座標為43°29′28″N 83°23′49″W / 43.49111°N 83.39694°W，而該地的平均海拔高度為221米（即725英尺）。